# Львов, Фёдор Николаевич
Фёдор Никола́евич Львов (11 (23) августа 1823 — 23 мая (4 июня) 1885) — революционер, петрашевец, общественный деятель.

## Биография
Львов Фёдор Николаевич — дворянин, происходил из семьи подполковника. Окончил Первый кадетский корпус в 1841 году. Был занесён на мраморную доску, после чего произведён в офицеры лейб-гвардии Егерского полка, в дальнейшем был произведён в штабс-капитаны. Занимался химией, в 1846 году стал репетитором химии в Павловском кадетском корпусе. Слушал лекции по естественному и камеральному факультету в Императорском Санкт-Петербургском университете и химической технологии в Санкт-Петербургском практическом технологическом институте. Тогда же Львов занимался промышленной химией под руководством профессора Н. И. Витте.
Львов Фёдор Николаевич был арестован 29 апреля 1849 года за участие в обществе Петрашевского. 22 декабря 1849 года приговорен к расстрелу, а по конфирмации — к 12 годам каторжных работ, которые отбывал в Шилкинском, потом в Александровском, в 1854 году — в Нерчинском заводах.
В Сибири он продолжал заниматься химическими и техническими исследованиями, участвовал в опытах извлечения серебра из руд мокрым путём. По поручению генерал-губернатора исследовал солеварения на иркутском солеваренном заводе и разложение известнейших минеральных источников Восточной Сибири. Также Львов анализировал разные местные продукты, в том числе листвиничную камедь.
После восхождения на престол императора Александра II, возвратился в Санкт-Петербург летом 1863 года. В 1866 году ему было возвращено дворянство.
В 1866 году Львов стал членом основанного Русского технического общества. Здесь он занимался составлением отчётов о заседаниях членов, а с 1867 по 1869 год был помощником секретаря общества.
Назначенный в 1870 году секретарём Русского технического общества, Фёдор Николаевич в 1871 году был представителем общества на первой ежегодной международной лондонской выставке, в 1873 году — на той же выставке комиссаром, в 1876 году — русским комиссаром на международной выставке по общественной гигиене и средствам для спасения жизни в Брюсселе.
Несмотря на занимаемые им должности секретаря и ответственного редактора «Записок Общества», Львов участвовал во многих комиссиях по вопросам химической технологии, металлургии и учения о питательных веществах. Фёдор Николаевич написал ряд сочинений по техническим вопросам.
В чине надворного советника являлся членом Технического комитета Главного интендантского управления Военного министерства.
Умер 23 мая (4 июня) 1885 года. Похоронен на Литераторских мостках Волковском православном кладбище в Санкт-Петербурге.

## Публикации
- «По поводу учреждения в Иркутске женской гимназии»[3]
- «Заметки отставного канцелярского служителя в поисках его за промышленностью»[4]
- «Выдержки из воспоминаний ссыльнокаторжного»[5]
- «Отчёт о занятиях в Иркутском солеваренном заводе»[6]
- «Из Иркутска: промышленность края и Иркутский солеваренный завод»[7]
- «„Письмо из Ковны“, по поводу съезда членов поверочных комиссий»[8]
- «О сернистом запахе, замечаемом в некоторых источниках Восточной Сибири»[9]
- «Из истории великих открытий и изобретений: открытие кислорода»[10]